# Rudolf Bergmann
Rudolf Bergmann (* 2. Juni 1909 in Barmen; † 26. Januar 2013 in Wuppertal) war ein deutscher Staatsbeamter und SS-Führer.

## Leben
In seiner Jugend besuchte Bergmann das Humanistische Gymnasium in Barmen. Anschließend studierte er Rechtswissenschaften an den Universitäten in Halle, Zürich und Bonn. Seine Dissertation mit zum Thema „Sacheinlagen einer G.m.b.H.“ legte er 1932 vor. Im März 1935 schloss er die erste juristische Staatsprüfung ab. Am 3. Juni 1935 wurde Bergmann dann als Gerichtsassessor ins Geheime Staatspolizeiamt versetzt. Während dieser Zeit trat er am 10. September 1935 in die SS ein (Mitgliedsnummer 272.246).
Im März 1936 wurde Bergmann mit der Leitung der Stapostelle in Hamburg-Wilhelmsburg betraut. Im Juli 1936 wurde er als Regierungsassessor in die innere Verwaltung aufgenommen. In den folgenden Jahren wurde Bergmann in der SS nacheinander zum Untersturmführer (13. September 1936), Hauptsturmführer (1. November 1938) und Sturmbannführer (9. November 1938) befördert. Am 25. Juni 1937 beantragte er die Aufnahme in die NSDAP und wurde rückwirkend zum 1. Mai desselben Jahres aufgenommen (Mitgliedsnummer 4.583.091).
Am 1. Februar 1940 wurde Bergmann als Regierungsrat mit der Leitung des Referates I E (a) a 1 („Haushalt und Wirtschaft der Sicherheitspolizei“) im Reichssicherheitshauptamt (RSHA) betraut. Am 1. März 1941 übernahm er in derselben Behörde die Leitung des Referates II C 3 („Unterkunft und Gefangenenwesen“) in der Amtsgruppe II („Organisation, Verwaltung, Recht“). Im Rahmen dieses Amtes war er nicht nur für die Polizeigefängnisse, sondern auch für die neuerrichteten Arbeitserziehungslager bei den Stapostellen verantwortlich.
Nachdem Bergmann am 9. November 1942 zum Obersturmbannführer befördert worden war, wurde er am 1. Oktober 1943 als Oberregierungsrat zum kommissarischen Gruppenleiter der Gruppe II B des RSHA ernannt.
Nach dem Zweiten Weltkrieg lebte er zurückgezogen in Wuppertal. Rudolf Bergmann verstarb 2013 im Alter von 103 Jahren.

## Schriften
- Sacheinlagen bei der G.m.b.H., 1932. (Dissertation)
- Die Kosten der Reichsfinanzverwaltung, Verlag G. Fischer Jena, 1933.
- Die Entwicklung des Rheinischen Versicherungswesens bis zur Mitte des 19. Jahrhunderts, ohne Ort und Jahrgang.
- Über den verwaltungsmäßigen Aufbau eines Arbeitserziehungslagers, in: Die Deutsche Polizei Nr. 9 vom 1. Mai 1944.